# سفارة كوريا الجنوبية في النرويج
سفارة كوريا الجنوبية في النرويج هي أرفع تمثيل دبلوماسي لدولة كوريا الجنوبية لدى النرويج. تقع السفارة في وهي تهدف لتعزيز المصالح الكورية جنوبية في النرويج.

## وصلات خارجية
- قائمة سفارات كوريا الجنوبية
- قائمة السفارات في النرويج